# Налоговая система Испании
Налоговая система Испании — совокупность налогов и сборов, взимаемых в установленном порядке с физических и юридических лиц, резидентов и нерезидентов Королевства. Согласно налоговому законодательству, в Испании три уровня налогообложения: государственный, региональный (на уровне автономий) и муниципальный.

## Основные этапы развития
Становление налоговой системы в Испании отставало от формирования централизованного государства. В 1469 г. династический брак Фернандо ІІ Арагонского и королевы Кастилии Исабель І положил начало политическому объединению страны.
В 1475 г. в результате подписания между супругами Сеговийского договора были объединены две самые большие области Испании — королевства Кастилия и Леон и Королевство Арагон. Но в стране не была создана единая система взимания налогов, а оба королевства продолжали пользоваться широкой автономией.
Королевская политика, направленная на создание сильной центральной власти, по сути, проводилась только в Кастилии. В результате налоговые поступления в казну здесь выросли с 900 тысяч реалов в 1474 г. до 26 миллионов в 1504 г. [1, 62].
После прихода к власти в 1516 г. Карлоса V, внука Фернандо II, усилилась экспансия Габсбургской империи в Европе и Америке. Размеры государства и армии росли быстрыми темпами, увеличивались и расходы на их содержание. Налоговое бремя ещё более возросло, а Карлос V приказал применять инквизиционные меры воздействия к недобросовестным налогоплательщикам.
Королю удалось к 1556 г. утроить поступления в казну, но уже в 1557 г. его наследник Фелипе ІІ (1527—1598 гг.) был вынужден объявить о банкротстве страны, поскольку королевские долги были огромными, а череда зарубежных войн не прекращалась. Испанскую казну спас приток золота и серебра из Нового Света.
Особенностью испанского абсолютизма было то, что изобильный доход позволил какое-то время обходиться без налоговой и административной унификации страны. Основное бремя поборов пришлось на Кастилию: Алькабала (с продаж недвижимости и другого имущества), cruzada (с духовенства и мирян), millones (на продукты питания) и другие.
Налогоплательщики не желали покорно терпеть. Они восставали, уклонялись от уплаты, покупали себе дворянские титулы (идальго налоги не платили), убегали в Америку. Разрастался бюрократический аппарат, поскольку государственная служба также освобождала от налогового бремени.
Масштабы неповиновения становились угрожающими. Каталония, Арагон, Валенсия, Наварра и другие части королевства не разрешали тратить свои денежные сборы и не желали спонсировать войны Мадрида. Корона решила силой заставить провинции выплачивать налоги. Подавление мятежей в Стране Басков, а затем в Каталонии – Война жнецов (1640-1652 гг.) – забрали последние резервы империи [2, 66].
В результате непродуманной налоговой политики и репрессий, которые вызывали недовольство и массовое уклонение граждан от выплат, государство недополучало почти 90 % своих доходов, что, в конечном счёте, привело в XIX в. к закату империи [1, 253].
Лишь в начале ХІХ в. наблюдаются попытки упорядочить испанскую налоговую систему: снять наиболее острые проблемы и повысить наполняемость казны. Современная налоговая система Испании начала свое формирование с введения «кастильской» (латинской) системы, просуществовавшей более 100 лет.
В 1845 г. была осуществлена реформа Мона-Сантильяна [3, 139]. Целью её было максимальное упрощение налогообложения, устранение различных привилегий. Вместе с тем реформа коснулась прежде всего сельского хозяйства и недвижимости: за чертой налогообложения оказались доходы от производства и капитала, а промышленники и коммерсанты в Испании середины XIX в. еще не составляли значительную группу налогоплательщиков.
В государстве была создана унифицированная система реального налогообложения, которая распространилась на всю его территорию. Некоторые вольности были сохранены лишь в Арагоне, Наварре и на баскских территориях. В 1878 г. с ними была подписана «Экономическая договоренность» (Concierto Económico) о сохранении предоставленных привилегий (фуэрос).
Так, в Стране Басков местные власти вправе были регулировать собственные сборы, провинции басков должны были уважать общегосударственную налоговую систему и содействовать общим расходам государства. В 1919 г. Королевский декрет закрепил за договоренностью силу закона.
В 1900 г. началась налоговая реформа Вильяверде. Её причинами стали поражение в войне с США, потеря Кубы, Пуэрто-Рико и Филиппин, а также отсутствие денег в испанской казне.
Реформа сохранила все косвенные налоги и повысила прямые с учетом принципа прогрессивности налогообложения и платежеспособности. Было также положено начало профессиональной подготовке налоговых чиновников.
В XX веке были проведены еще несколько важных реформ:
- 1924 г. — реформировано местное налогообложение. Муниципальный устав Кальво Сотело расширил сборы и платежи с потребления (алкоголя, мяса и др.), за транспорт, аренду. Доходы в бюджет в результате выросли с 161 млн песет в 1923 г. до 210 млн в 1927 г. Кальво Сотело в 1927 г. предложил ввести прогрессивное налогообложение, но его проект налоговой реформы не был поддержан. Вместе с тем он смог упростить сбор налогов и усилить контроль со стороны налоговой инспекции.
- 1945 г. — Закон "Об основах местного самоуправления" сократил доходы местных органов власти.
- 1957 г. — введены договорный режим уплаты налогов профессиональными сообществами и система квот на национальном, провинциальном и местном уровнях.
- 1963—1964 гг. — принят Общий налоговый закон 1963 г. (№ 230 от 28.12.1963) и разработан закон о реформировании системы налогов в Испании (1964 г.). Закон 1963 г. устанавливал прямые налоги (на доходы физических лиц, на прибыль акционерных обществ, на доходы от капитала и др.) и косвенные (на предметы роскоши, на торговлю, за алкоголь и др.).

Преодоление последствий долголетней международной изоляции Испании, связанной с правлением диктатора Ф. Франко, после его смерти в 1975 году требовало внесения изменений и в налоговую систему. 25 октября 1977 г. было достигнуто соглашение — пакт Монклоа — между правительством и всеми политическими силами в парламенте, которое облегчило поэтапное проведение реформ:
- 1977—1978 гг. — принят закон «О неотложных мерах по реализации налоговой реформы», которым введена налоговая амнистия: налоги в Испании для физических лиц были заменены единым налогом на имущество. Уклонение от выплат как физическими, так и юридическими лицами приравнивалось к уголовному преступлению.
- 1979—1980 гг. — введена новая прогрессивная шкала подоходного налога, а также налоги на переход собственности, гражданско-правовые сделки, акцизные сборы и др. Принят Органический закон о финансировании автономных сообществ.
- 1985—1986 гг. — введен НДС (VAT). В связи со вступлением 1 января 1986 г. Испании в ЕС были внесены изменения в Генеральный налоговый закон, приняты законы о реформе подоходного налога с физических лиц.
- 1987—2000 гг. — приняты законы об источниках финансирования местного самоуправления, об уступке госналогов, об НДС (1992 г.), создано Налоговое агентство, введены налоги на имущество, на наследование, обязательный платеж для нерезидентов, перевод ряда налогов из разряда государственных в местные и др.

Основой современного законодательства в сфере налогообложения стал Общий налоговый закон Испании (17.12.2003)

## Особенности системы налогообложения в Испании
Налогообложение Испании обладает многими специфическими чертами. Вызвано это не только историческими условиями, но и такими особенностями страны, как многонациональность и поликультурность, разный уровень экономического развития регионов.
Испанию часто называют «государством автономий» [4, 112]. В стране насчитывается 17 автономных сообществ с широким объемом прав, 50 провинций, 324 комарки, 8114 муниципий [5].
Налоговой властью в Королевстве Испания обладают три субъекта:
- государство. Имеет право передавать полностью или частично свои полномочия автономным сообществам;
- автономные сообщества. Обладают ограниченными полномочиями устанавливать налоги. Есть специфика для форальных земель — Страны Басков и Наварры. Здесь налоговое регулирование исторически основано на пактах между государством и автономными сообществами (еl Sistema foral tradicional);
- муниципии. Налоговые власти местных образований вправе устанавливать факультативные дани и регулировать их в установленных законом пределах.

Испанская налоговая практика выделяет налоги:
- прямые – на доходы физических лиц и предприятий, на имущество, на наследование или дарение;
- косвенные – на гражданско-правовые сделки, НДС, на алкогольные напитки, горючее, табачные изделия, электричество и др.

### Нормативно-правовые акты и принципы налогообложения в Испании
В Испании роль нормативно-правовых актов, которые регулируют налоговую сферу, выполняют:
1. Конституция 1978 г. - высший источник налогового права [6]. В ней законодательно закреплен принцип «регионализации», провозглашены основные принципы — равенства, всеобщности, справедливости, законности, экономической способности, прогрессии. Налоговых вопросов касаются несколько статей:
  - ч. 1 ст. 31 — обязанность граждан финансировать общественные расходы согласно их экономическим возможностям, на принципах равенства и прогрессивного налогообложения;
  - ч. 3 ст. 31 — обложение налогом исключительно на основании закона;
  - ч. 3 ст. 87 — ограничение законодательной инициативы граждан по вопросам налогообложения;
  - ч. 1 ст. 133 — налоговая власть принадлежит исключительно государству;
  - ч. 2 ст. 133 — автономные сообщества и собрания представителей на местах вправе учреждать и собирать налоги;
  - ч. 3 ст. 133 — все налоговые льготы предоставляются в законном порядке (Nullum tributum sin lege);
  - ч. 2 ст. 134 — объем налоговых сборов определяется бюджетом;
  - ч. 7 ст. 134 — изменения в налоги вносятся специальным законом;
  - ст. 135 — принцип бюджетной стабильности;
  - ст. 142 — местные бюджеты должны располагать собственными налогами;
  - ч. 2 ст. 156 — автономные сообщества правомочны участвовать в сборах, расходовании и расчетах государственных налогов в соответствии с законами и уставами;
  - ст. 157 — автономные сообщества используют для местных нужд собственные налоги, пошлины и сборы
2. Официально опубликованные международные договоры Испании (соглашение 2007 г. с Ватиканом, договоры об избежании двойного налогообложения, регламенты Евросоюза в сфере налогообложения и др.).
3. Общий налоговый закон 2003 г. [7] Он закрепил понятие обязательного платежа (tributo). Согласно п. 2 ст. 2 закона, сюда включены три категории:
  - «Налог» (impuesto) — объект налогообложения связан с деяниями и фактами, касающимися экономической правоспособности налогоплательщика — доходы физических и юридических лиц, имущество и др.
  - Сборы (tasas) — объект обложения связан с использованием госимущества или госуслуг, которые приносят гражданину пользу, но не зависят от его воли или желания: сборы за получение паспорта, лицензии, записи в ЗАГСе, таможенные и др.
  - Специальные взносы (contribuciones especiales) — объект обложения состоит в получении выгоды в результате проведения общественных работ или предоставления общественных услуг, которые повышают стоимость имущества. Например, повысить цену на жилую недвижимость могут прокладка новых маршрутов общественного транспорта, обустройство зеленых зон, улучшение инфраструктуры (открытие по соседству супермаркетов, школ, больниц).
4. Органический закон о финансировании автономных сообществ.
5. Статуты автономий каждого автономного сообщества.

## Государственный уровень налогообложения
Развитие испанской налоговой системы сопряжено прежде всего со стремлением государства взять контроль  налогов в свои руки, а затем с поэтапной передачей налоговых полномочий на региональный и местный уровни власти. Центральное правительство Испании отвечает за обеспечение макроэкономической стабильности, перераспределение доходов между бюджетами разных уровней и обороноспособность страны и др. [8]
В ходе реформирования государство полностью или частично уступило автономным сообществам сбор многих прямых и косвенных налогов, но при сохранении управленческих полномочий за государством.
Среди них, согласно закону 22/2009 от 18.12.2009:
- налог на доходы физлиц – 50 %;
- налог на НДС – 50 %;
- налог на алкоголь – 58 %;
- на имущество – 100 %;
- налог на наследование и дарение – 100 %.

### Налог на доходы физических лиц (el impuesto sobre la renta de las personas fisicas) – IRPF
Согласно положениям закона № 35/2006 от 28.11.2006 и Королевского указа № 439/2007 от 30.05.2007, подоходный прямой налог взимается ежемесячно с каждого физического лица-резидента страны, который в Испании:
- легально прожил не менее двух лет;
- прожил не менее 183 дней в каждом отчетном году;
- имеет доходы в Королевстве.

Под доходом, с которого уплачивается налог в Испании на зарплату, понимаются деньги и другие ценности, полученные от работодателя или от экономической активности (зарплата, пенсии, премии, прибыль от аренды и др.). Подоходный налог в Испании (IRPF) обязаны платить лица, чей годовой доход превышает 14 000 евро. Платежи выплачиваются с чистого дохода, после всех необходимых вычетов.
Раз в год подается декларация. Если доходы физлица составили менее 22 000 евро из одного источника или 11 200 евро из двух и более источников, причем доход от вторичных составляет менее 1 500 евро, то годовую декларацию о доходах подавать не обязательно.
Согласно Конституции страны, подоходный налог в Испании прогрессивный: чем больше составляют доходы лица, тем больше возрастает налоговая ставка. Нулевая точка в расчетной базе обложения — т. н. необлагаемый персональный/семейный минимум — денежная сумма, которая требуется для удовлетворения базовых потребностей и достойного проживания в Испании.
Так, в 2018 г. минимум для совершеннолетнего лица составил 5 550 евро в год. Персональный минимум увеличивается после достижения налогоплательщиком 65 и 75 лет.
Ставки IRPF с 2007 г.
| Налоговая база | Налоговая база | Налоговая база | Ставка (%) | Ставка (%)      | Ставка (%) |
| С              | До             | Общая          | Общая      | Государственная | Автономная |
| 0              | 12 450         | 19             | 19         | 9,5             | 9,5        |
| 12 450         | 20 200         | 24             | 24         | 12              | 12         |
| 20 200         | 34 000         | 30             | 30         | 15              | 15         |
| 34 000         | 60 000         | 37             | 37         | 18,5            | 18,5       |
| 60 000         | Свыше          | 45             | 45         | 22,5            | 22,5       |

Законодательство позволяет индивидуализировать налог: устанавливать льготы, уменьшать налоговую базу. Так, семейный минимум может повышаться в зависимости от количества иждивенцев (детей и нетрудоспособных граждан):
- За каждого рожденного или усыновленного ребенка младше 3 лет — по 1 200 евро в год.
- Для многодетной семьи налоговый вычет составляет по 600 евро за каждого ребенка.
- За иждивенца-инвалида — 1 200 евро.
- Для родителя-одиночки с двумя детьми — 1 200 евро.

От налогообложения освобождаются выплаты по уходу за ребенком для матерей и отцов. Совместная декларация супругов с их несовершеннолетними детьми или детьми-инвалидами вне зависимости от возраста уменьшит налогооблагаемую сумму на 3 400 евро. Такая декларация экономически более выгодна в случае трудоустройства только одного из супругов.
Из налогооблагаемой суммы могут быть высчитаны:
- размеры инвестиций в жилье, например на ремонт;
- вычеты для работающих матерей;
- за членство в политической партии;
- расходы за детский сад для ребенка до 3 лет (1 000 евро);
- суммы пожертвований и инвестиций в объекты, представляющие культурное и социальное значение для страны.

Платеж можно разделить на части, выплатив 60 % до окончания декларационной компании (до 1 июля), остальную часть – до 5 ноября.

### НДС в Испании (Impuesto sobre el Valor Anadido — IVA)
НДС в Испании — косвенный налог. Согласно закону № 37/1992 от 28.12.1992 и указу короля Хуана Карлоса I № 1624/1992 от 29.12.1992, IVA взимается при покупке товаров и услуг на территории Испании. Реальными плательщиками НДС выступают конечные потребители.
Поскольку налог включен в стоимость, его вынуждены выплачивать все покупатели, независимо от возраста, состава семьи и других личных обстоятельств. От оплаты НДС освобождаются госуслуги здравоохранения (в т. ч. стоматологические), учеба детей, финансовые и страховые операции, социальные, некоторые мероприятия культурного, социального и спортивного характера.
Общая ставка налога составляет 21 % (ст. 90). Статья 91 позволяет государству частично компенсировать в некоторых случаях более уязвимым слоям населения их затраты с помощью понижения ставок:
- 4 % — базовые продукты (сыр, яйца, хлеб, фрукты, молоко, овощи), предметы первой необходимости (лекарства, книги, газеты).
- 10 % — продукты (не вошедшие в первую группу), контактные линзы и очки, транспортные расходы, услуги в гостиницах, строительство жилья.

В 2018 г. было принято еще три Королевских указа (1512/2018, 26/2018, 27/2018), которые внесли некоторые изменения в "Положение об НДС и регулировании обязательств по выставлению счетов, процедурах налогового управления и проверок" в соответствии с европейскими стандартами.

### Налог на прибыль предприятия (Impuesto de Sociedades - IS)
IS — это прямой корпоративный платеж, который обязаны выплачивать фирмы и компании всех форм собственности, зарегистрированные в Испании.
Налоговую декларацию следует подавать по результатам всех видов хозяйственной деятельности фирмы за период отчета (с 1 января до 31 декабря), независимо от величины дохода. Месяц расчета — июль следующего года. Налоговые ставки IS:
- 25 % — общая ставка, единая для всех регионов, кроме Наварры и Страны Басков (30 % и 28 % соответственно);
- 20 % — для кооперативов, некоторых фондов и ассоциаций;
- 15 % — для недавно зарегистрировавшихся компаний (на первые два года).

При отсутствии доходов или убыточности предприятия ставка сбора составит 0 %. При расчете налогооблагаемой базы из суммы прибыли вычитают расходы на благотворительные и иные цели, предусмотренные законодательством.
Административные и уголовные штрафы и санкции не списываются при расчете базы. Это же касается расходов, связанных с проведением операций в офшорах.

## Региональный уровень налогообложения
Передача в Испании все больших прав по сбору податей автономиям повлекла сокращение финансирования центра и увеличение собственных ресурсов в регионах. Наибольшие трудности в связи с этим испытывали дотационные районы Испании: Эстремадура, Андалусия, Кастилья-ла-Манча [9].
В стране сложилось несколько региональных налоговых режимов:
- форальный (более привилегированный) — для Наварры и Страны Басков;
- общий региональный режим — для большинства автономных сообществ;
- специальный режим — для географически удаленных испанских территорий.

В стране до сих пор не урегулированы вопросы асимметричности системы сбора налогов, эффективности перераспределения ресурсов между автономными сообществами и справедливости распределения полномочий.

### Налог на корпоративные операции (Impuesto sobre Operaciones Societarias - OS)
Подписание договора о создании предприятия, внесение изменений в уставный капитал в большую/меньшую стороны, ликвидация, преобразование фирмы в несколько, смена юридического адреса и иные подобные действия облагаются платежами на региональном уровне.

### Налог на переход собственности (Impuesto sobre Transmisiones Patrimoniales — ITP)
Налог на переход собственности часто называют передаточным — его выплачивают при купле-продаже земли, жилья вторичного фонда, подержанного автомобиля. Каждый регион устанавливает ставки (от 2,5 до 10 %) от цены, указанной в подтверждающем заверенном нотариально акте о купле-продаже.
Основные правила установлены Королевскими законодательными указами № 1/1993 от 24.09.1993 и № 828/1995 от 29.05.1995.
Ставки налога в автономных сообществах и городах общего режима рассчитываются согласно закону № 21/2001 от 27.12.2001. Платеж следует совершить до истечения 30 дней после официального завершения сделки.

### Налог на юридические задокументированные договоры (Actos Jurídicos Documentados - AJD)
Закрепленные подписью ипотечные сделки облагаются отдельным сбором. Он включает фиксированную и переменную процентную ставки.
Объектом в акте выступает сумма ипотеки или имущество, стоящее на учете в Реестре недвижимости, Торговом или Промышленном реестрах. Клиент банка оплачивает оценку недвижимости, а банк — все расходы на оформление документов.
Размер платежа на оформление юридических актов составляет 0,5–1,5 % (в зависимости от региона) от цены сделки, указанной в документах, оплачивается банком при подписании купчей. Исполнение копий на гербовой бумаге оценивается от 0,15 до 0,30 евро за лист (по выбору нотариуса), простые копии не облагаются налогом.

## Муниципальный уровень налогообложения
Местное налогообложение регулируется Королевским указом 2/2004 от 5 марта 2004 (Real Decreto Legislativo 2/2004). Муниципальные власти вправе взимать ряд платежей с физических лиц: на автотранспорт, хозяйственную активность, экологический налог в Испании, строительные работы, на недвижимость. [10]

### Налогообложение недвижимого имущества (Impuesto sobre bienes inmuebles — IBI)
Налог на недвижимость в Испании — прямой ежегодный сбор. Поступления от IBI составляют до 28,2 % от всех доходов испанских муниципалитетов. Согласно данным Генерального совета экономики, в 2018 г. на каждого жителя страны размер этого платежа в среднем составил 315 евро.
Величина выплат зависит прежде всего от базы налогообложения (кадастровой стоимости объекта) и от муниципии. Ставки колеблются от 0,4 до 1,1 % в городской черте и от 0,3 до 0,9 % в сельских районах.

### Налог на механические тяговые транспортные средства (Impuestos obre Vehículos de Tracción Mecánica — IVTM)
Транспортный налог в Испании (на учтенный в госреестре транспорт, способный перемещаться по дорогам общего пользования) выплачивается ежегодно. От выплат освобождены транспортные средства:
- выписанные из Госреестра в связи с их возрастом и представляющие коллекционную ценность;
- прицепы и полуприцепы грузоподъемностью до 750 кг;
- принадлежащие дипломатическим представительствам, международным организациям, аккредитованным в стране;
- национальной обороны и скорой помощи;
- принадлежащие инвалиду, но не более одного транспортного средства одновременно;
- автобусы, микроавтобусы (не менее 8 пассажирских мест) служб городского общественного транспорта;
- тракторы и сельскохозяйственные агрегаты.

Ст. 95 Королевского указа 2/2004 содержит таблицу ставок. Так, за легковой автомобиль следует заплатить от 12,62 до 112 евро в зависимости от типа двигателя, за автобус — от 83,30 до 148,30 евро в зависимости от количества пассажирских мест.
Муниципалитеты имеют право своим решением увеличивать квоты (коэффициент не должен превышать 2), а также предоставлять бонусы (до 75 %) в зависимости от топлива, характеристик двигателя и других факторов.

### Налог на хозяйственную активность (Impuesto sobre actividades económicas — IAE)
Прямым ежегодным налогом IAE облагается хозяйственная (деловая, профессиональная, творческая) активность. Не подпадают под IAE сельское и лесное хозяйство, рыболовство.
Этот платеж не начисляется в первые два года осуществления бизнесменом деятельности и не подлежит оплате лицами, годовой оборот от деятельности которых менее 1 млн евро.
Имеют освобождение от налога также:
- государственные учреждения, административные местные власти;
- научно-исследовательские учреждения и учебные заведения бюджетного финансирования;
- неприбыльные организации, фонды, ассоциации инвалидов.

В зависимости от чистой суммы прибыли применяется коэффициент (%):
- от 1 до 5 млн евро — 1,29;
- от 5 до 10 млн - 1,30;
- от 10 до 50 млн - 1,32;
- от 50 до 100 млн - 1,33;
- более 100 млн - 1,35.

Муниципалитеты вправе устанавливать свою шкалу коэффициентов, но не менее 0,4 и не более 3,8 %. Муниципалитеты также могут применять бонусную систему для плательщиков муниципальных сборов:
- до 50 %:
  - за создание рабочих мест в течение налогового периода для работников с бессрочным контрактом;
  - за использование солнечной энергии;
  - осуществление производственной деятельности в наиболее удаленных районах муниципалитета;
  - транспортировку сотрудников на место работы;
  - ведение хозяйственной деятельности не менее 5 лет, считая со второго года;
- до 95 % — за экономическую деятельность, полезную для муниципалитета по социальным, культурным и другим причинам.

### Налог на строительство и монтажные работы (Impuesto sobre Construcciones, Instalaciones y Obras — ICIO)
ICIO — косвенный платеж, которым облагаются лица, ведущие любое строительство или монтажные работы в границах муниципалитета. Перед началом работ необходимо получить лицензию.
Налогооблагаемую базу составляет реальная стоимость строительных работ. Налоговая ставка устанавливается каждым муниципалитетом, но не выше 4 %. Налог начисляется с момента начала строительства, даже если лицензия не была получена.
Муниципалитеты могут предоставлять бонусы по налоговой квоте:
- до 95 % - при сооружении или работах на объектах, предоставляющих культурную, художественную, социальную, историческую ценность; объектов, использующих солнечную энергию для производства тепла или электричества;
- до 90 % - в пользу сооружений и работ, направленных на обеспечение инвалидов;
- до 50 % - для поощрения инвестиций в муниципальную инфраструктуру.

### Налог на увеличение стоимости городских земель (Impuesto sobre el Incremento de Valor de los Terrenos de Naturaleza Urbana — IIVTNU)
IIVTNU — прямой платеж, взимается с физических лиц (наследников, грантополучателей, продавцов) при продаже, дарении, наследовании земли в границах города в случае увеличения ее стоимости.
Ст. 107 Королевского указа 2/2004 определяет налогооблагаемую базу IIVTNU — увеличение цены на землю в течение последних лет (максимальный срок до 20 лет), подтвержденную на момент начисления.
Для расчета стоимости земли применяется процент, который определяет каждый муниципалитет в пределах:
- от 1 до 5 лет — до 3,7;
- до 10 лет — до 3,5;
- до 15 лет — до 3,2;
- до 20 лет — до 3.

## Налогообложение нерезидентов Испании
Один из главных принципов испанской налоговой системы заключается в том, что фискальными привилегиями должны пользоваться прежде всего испанские граждане. Иностранцы-нерезиденты (те, кто не прожил в Испании 183 дня в году), владеющие имуществом в стране и получающие в ней зарплаты, имеющие прибыль от бизнеса или ведущие иную налогооблагаемую деятельность, выплачивают налоги по повышенным ставкам.
Льготы по налогообложению на нерезидентов не распространяются. Вопросы о налогообложении нерезидентов рассматривает Закон "О подоходном налоге с нерезидентов" (Королевский декрет № 5 от 5.03.2004 — TRLIRNR) [11].
Налоги с нерезидентов в 2019 году:
- Подоходный налог (Impuesto sobre la Renta de No Residentes — IRNR). Иностранцы, получающие в Испании зарплаты, пенсии, прибыль от хозяйственной активности и т. д., должны выплачивать подоходный налог для нерезидентов по фиксированной ставке 24 %.
- НДС (IVA) выплачивается на общих основаниях с резидентами. При этом нерезиденты имеют преимущество — они могут вернуть IVA на товары при выезде из Испании.
- Налог на роскошь в Испании (Impuesto sobre el Patrimonio) — выплачивают собственники дорогостоящих объектов стоимостью от 700 тыс. евро и более.
- Налог на механическое транспортное средство (IVTM).
- Налог на недвижимость в Испании для нерезидентов (IBI) и др.

Испанские банки взимают с нерезидентов 21 % от операций купли-продажи акций, 19 % – за переводы денег за границу и др.
Граждане государств, с которыми Испания имеет договоры об исключении двойного налогообложения, освобождаются от выплаты указанных процентов.

## Государства, заключившие с Испанией конвенции об избежании двойного налогообложения
В договорах об исключении двойного налогообложения определены виды налогов, подпадающие под их действие, условия налогообложения и круг лиц, на которых распространяются эти нормы [12]. Испания заключила подобные конвенции более чем с 90 государствами мира.
Страны, заключившие с Испанией конвенции об избежании двойного налогообложения
| Европа |
| Австрия, Босния и Герцеговина, Албания, Италия, Андорра, Бельгия, Румыния, Греция, Норвегия, Болгария, Польша, Венгрия, Словакия, Великобритания, Португалия, Литва, Германия, Дания, Ирландия, Швеция, Исландия, Кипр, Косово, Латвия, Люксембург, Македония, Нидерланды, Сербия, Словения, Финляндия, Франция, Хорватия, Чехия, Швейцария, Эстония |
| Государства на территории бывшего СССР |
| Украина, Беларусь, Российская Федерация, Азербайджан, Грузия, Казахстан, Кыргызстан, Туркменистан, Молдова, Таджикистан, Узбекистан, |
| Америка |
| Аргентина, США, Канада, Барбадос, Боливия, Бразилия, Чили, Венесуэла, Доминикана, Колумбия, Коста-Рика, Куба, Тринидад и Тобаго, Эквадор, Мексика, Панама, Перу, Сальвадор, Уругвай, Ямайка |
| Азия |
| Индия, Вьетнам, Израиль, Япония, Индонезия, Катар, КНР, Корея, Пакистан, Кувейт, Малайзия, ОАЭ, Саудовская Аравия, Сингапур, Таиланд, Тимор-Лесте, Турция, Филиппины |
| Африка |
| Алжир, Египет, Марокко, Нигерия, Тунис, ЮАР |
| Австралия и Океания |
| Австралия, Новая Зеландия |

## Ответственность за неуплату налогов в Испании
Уклонение от налогов в Испании рассматривается как преступление против общественного порядка и государственного управления. В Уголовном кодексе Испании содержится раздел «Преступления против государственной казны и социальной безопасности» (TITULO XIV. De los delitos contra la Hacienda Publica y contra la Seguridad Social), статьи которого предусматривают наказание за подобные нарушения.
Налоговое агентство осуществляет фискальный контроль в стране. За неуплату к налогоплательщикам могут быть применены такие наказания:
- пеня на неоплаченные выплаты (до 100 % от суммы, недополученной государством). При сокрытии денег — 150 % от скрываемой суммы;
- отказ в продлении ВНЖ (для иностранных граждан);
- взыскание задолженности в принудительном порядке, включая блокировку банковского счета;
- конфискация собственности (при особо крупных задолженностях);
- тюремное заключение от года до пяти лет – при превышении задолженности в 120 тыс. евро;
- международный розыск — при невыплаченной ипотеке, отрицательном сальдо после конфискации имущества.